# Terra sigillata (farmacología)
La terra sigillata (tierra sellada, en latín) era una especialidad farmacéutica muy empleada por los griegos en el siglo V a. C., y fue el precursor de las modernas especialidades farmacéuticas. Consistía en tabletas de arcilla.

## Historia
La terra sigillata era preparada a gran escala para ser distribuida a distintas partes del mundo conocido. Era originaria de la isla de Lemnos, en el mar Egeo. Un día al año la arcilla era excavada de la ladera de una colina en la isla en presencia de dignatarios gubernamentales y religiosos.

## Preparación galénica
La forma de preparar la terra sigillata era con base  de una arcilla blanca conocida en aquel tiempo como Bolus alba, pero que hoy se le ha dado el nombre de caolín. La arcilla era lavada, refinada, amasada hasta un espesor apropiado. Era empastada con sangre de cabra, según lo afirma Dioscórides. Después se formaban tabletas, se les imprimía un sello oficial y se dejaban secar al sol.

## Usos
La terra sigillata era utilizada como antídoto para venenos y para el tratamiento de la disentería, úlceras internas, hemorragías, gonorrea, fiebres pestilenciales, dolores renales e infecciones oculares.

## Hoy día
Éste medicamento se empleó durante casi dos mil años y tuvo muchas imitaciones. Hoy sabemos gracias a los historiadores, a los científicos y a los farmacólogos modernos que se trataba de un remedio muy eficaz en muchos casos por sus propiedades adsorbentes que en la farmacología moderna se corresponde con otras drogas inscritas en varias farmacopeas, como son el caolín, la bentonita, el magma de magnesia y el gel de alúmina.